# 三重大学教育学部附属特別支援学校
三重大学教育学部附属特別支援学校（みえだいがくきょういくがくぶふぞくとくべつしえんがっこう）は、三重県津市にある特別支援学校。

## 沿革
- 1973年4月1日 - 三重大学教育学部附属養護学校設置
- 2004年4月1日 - 国立大学法人化
- 2007年4月1日 - 三重大学教育学部附属特別支援学校と改称。

## 学部
- 小学部
- 中学部
- 高等部

## 服装
特別支援学校では珍しく、中高生はもとより小学生にも制服が適用される（ちなみに日本国内の特別支援学校においてほとんどは小学生以下に制服が適用されない）。また、各学部において体操服も夏服・冬服とも指定のものが用意される。